# HD114570
HD114570 — хімічно пекулярна зоря спектрального класу A0, що має видиму зоряну величину в смузі V приблизно  5,9.
Вона  розташована на відстані близько 284,9 світлових років від Сонця.

## Фізичні характеристики
Зоря HD114570 обертається 
дуже швидко 
навколо своєї осі. Проєкція її екваторіальної швидкості на промінь зору становить  Vsin(i)=264км/сек.